# David Fernández (judoka)
David Ricardo Fernández Tercero (ur. 25 marca 1973) – kostarykański judoka. Olimpijczyk z Aten 2004, gdzie odpadł w pierwszej rundzie w wadze ekstralekkiej.
Siódmy na Igrzyskach panamerykańskich w 2003 roku.

## Letnie Igrzyska Olimpijskie 2004
| Konkurencja | II runda                 | Klas. końcowa |
| Konkurencja | Przeciwnik               | Miejsce       |
| ----------- | ------------------------ | ------------- |
| 60 kg       | Cristóbal Aburto (MEX) P | I runda       |